# Saša Lukić
Saša Lukić (în sârbă Саша Лукић, pronunțat [sǎʃa lǔːkitɕ, sâ-]; n. 13 august 1996) este un fotbalist sârb, care joacă pe post de mijlocaș la Fulham în Premier League. Pe plan internațional, are prezențe la națională pentru Serbia U17⁠(d), Serbia U21⁠(d) și Serbia.

## Tinerețe
Saša Lukić s-a născut în Varna, în apropierea orașului Šabac, FR Iugoslavă, la 13 august 1996.

## Cariera pe echipe

### Partizan
Saša Lukić a început să joace fotbal la Școala de fotbal POFK Savacium din Šabac, înainte de a se alătura lui Partizan în probe în august 2009. El a semnat primul său contract de profesionist pentru club în august 2013, la împlinirea a 17 ani, semnând un acord pe trei ani.

#### Împrumut la Teleoptik
Pentru a căpăta experiență, Lukić a fost imediat împrumutat la Teleoptik. A fost titular la Teleoptik în sezonul 2013-2014, jucând în 23 de meciuri de campionat și marcând trei goluri, însă clubul nu a reușit să evite retrogradarea.

#### Întoarcereă la Partizan
La 16 mai 2015, Lukić a debutat pentru Partizan și a jucat întregul meci într-o remiză scor 1-1 cu Novi Pazar. La 17 iulie 2015, a intrat în meciul împotriva lui Metalac, înlocuindu-l pe Ștefan Babović în primul meci din Superliga Serbiei 2015-2016. La 8 august, a marcat primul gol oficial pentru Partizan în minutele de final al victoriei, scor 2-1 cu Spartak Subotica. Două săptămâni mai târziu, a marcat al doilea gol pentru Partizan în deplasare în victoria scor 1-3 cu Borac Čačak. La 26 august 2015, Lukić a debutat în Liga Campionilor UEFA în a returul play-offului împotriva lui BATE Borisov. La 22 octombrie, a jucat primul său meci în grupele UEFA Europa League împotriva lui Athletic Bilbao. În absența unor jucători, el a purtat banderola de căpitan timp de câteva meciuri.

### Torino
La 29 iulie 2016, Lukić a fost cumpărat de clubul italian Torino. A debutat în Serie A la 17 octombrie într-o victorie scor 4-1 cu Palermo, înlocuindu-l pe Mirko Valdifiori.

#### Levante (împrumut)
La 15 august 2017, Lukić a fost împrumutat la echipa de La Liga Levaci UD, timp de un an.

## Cariera la națională
Lukić și-a făcut debutul pentru naționala sub 21 de ani a Serbiei în timpul meciurilor de calificare la Campionatul European sub 21 de ani în 2017, intrând din postura de rezervă în meciul câștigat cu 5-0 asupra Lituaniei, la 8 septembrie 2015.
La 7 septembrie 2018, el și-a făcut debutul pentru echipa națională a Serbiei într-o victorie scor 1-0 împotriva Lituaniei.

## Stil de joc
Lukić este un jucător rapid, muncitor, versatil, cu viziune, bun pasator și tehnic, capabil să joace și în mai multe poziții, datorită capacității sale de a-și ajuta echipa, atât ofensiv, cât și defensiv. Un jucător de picior drept, el este, de obicei, folosit ca un mijlocaș ofensiv creativ, datorita viziunii sale, paselor precise, tehnicii, având calități utile în atac, adaptându-se rapid la meci și făcând multe sprinturi ofensive.

## Statistici privind cariera

### Club
Până pe 11 mai 2019
| Club               | Sezon         | Campionat              | Campionat | Campionat | Cupă    | Cupă   | Continental | Continental | Total   | Total  |
| Club               | Sezon         | Divizie                | Meciuri   | Goluri    | Meciuri | Goluri | Meciuri     | Goluri      | Meciuri | Goluri |
| ------------------ | ------------- | ---------------------- | --------- | --------- | ------- | ------ | ----------- | ----------- | ------- | ------ |
| Teleoptik          | 2013-2014     | A doua Ligă a Serbiei  | 23        | 3         | 0       | 0      | 0           | 0           | 23      | 3      |
| Teleoptik          | 2014-2015     | A treia Ligă a Serbiei | 16        | 6         | 0       | 0      | 0           | 0           | 16      | 6      |
| Teleoptik          | Total         | Total                  | 39        | 9         | 0       | 0      | 0           | 0           | 39      | 9      |
| Partizan           | 2014-2015     | Serbian SuperLiga      | 2         | 0         | 0       | 0      | 0           | 0           | 2       | 0      |
| Partizan           | 2015-2016     | Serbian SuperLiga      | 25        | 2         | 3       | 0      | 3           | 0           | 31      | 2      |
| Partizan           | Total         | Total                  | 25        | 2         | 3       | 0      | 3           | 0           | 31      | 2      |
| Torino             | 2016-2017     | Serie A                | 14        | 0         | 1       | 0      | 0           | 0           | 15      | 0      |
| Torino             | 2017-2018     | Serie A                | 0         | 0         | 1       | 0      | 0           | 0           | 1       | 0      |
| Torino             | 2018-2019     | Serie A                | 22        | 1         | 1       | 0      | 0           | 0           | 23      | 1      |
| Torino             | Total         | Total                  | 36        | 1         | 3       | 0      | 0           | 0           | 37      | 1      |
| Levante (împrumut) | 2017-2018     | La Liga                | 16        | 0         | 2       | 0      | 0           | 0           | 18      | 0      |
| Total carieră      | Total carieră | Total carieră          | 118       | 12        | 8       | 0      | 3           | 0           | 129     | 12     |

## Titluri
Partizan
- Superliga Serbiei: 2014-2015
- Cupa Serbiei: 2015-2016